# Trofeo Ramón de Carranza 1955
El Trofeo Ramón de Carranza 1955 fue la primera edición del torneo de verano que posteriormente se realizaría anualmente en la ciudad de Cádiz (España). En esta edición el Sevilla Fútbol Club se quedó con el trofeo.

## Participantes
| Equipo                  | Vía de clasificación |
| ----------------------- | -------------------- |
| Sevilla F. C.           | Anfitrión            |
| Atlético C. de Portugal | Invitado             |

## Partido
| 4 de septiembre de 1955 | Sevilla            | 2:1 | Atlético de Portugal | Ramón de Carranza, Cádiz |  |
|                         | ?' Arza · ?' Loren |     | 2' Castiglia         |                          |  |

Campeón

Sevilla F. C.
1° título